# Associació Internacional d'Hoquei Sobre Patins Femení
L'Associació Internacional d'Hoquei Patins Femení (AIHPF) és una associació de jugadores i entrenadores d'hoquei sobre patins que té l'objectiu de millorar-ne la qualitat i aconseguir la igualtat respecte a l'esport masculí.
Aquesta associació va sorgir a partir d'una trobada de diverses jugadores a Portugal, el setembre de 2005, amb la idea de millorar la situació de l'hoquei femení i els primers passos es van fer el desembre d'aquell mateix any, amb motiu de la primera edició del Campionat d'Europa d'hoquei sobre patins femení sub-19, disputat a Gijón (Astúries). Durant aquells dies es va celebrar el I Fòrum Internacional d'Hoquei sobre Patins Femení, on es va començar a treballar de manera conjunta entre esportistes de diversos països per avançar en aquesta direcció. Aquest fòrum ha tingut continuïtat amb dues edicions més el 2006 a Carvalhos (Portugal) i a Düsseldorf (Alemanya).
Del 14 al 17 de desembre de 2006, durant el I Congrés Internacional Dona i Hoquei sobre Patins Femení, celebrat a Gijón (Astúries), es va fundar legalment, així com es van elaborar els estatuts de l'associació i es van organitzar les comissions de treball a cada Estat (Espanya, Alemanya, Argentina, Suïssa, Xile, Colòmbia, etc.).
Una de les seves presidentes més reconegudes fou l'osonenca Carla Giudici, càrrec que compatibilitzà amb el de jugadora d'hoquei sobre patins en actiu, així com també ho feu la jugadora anoienca Marta Soler desenvolupant la funció de vicepresidenta.
Entre els objectius d'aquesta associació d'hoquei patins femení destaquen el treball a favor de la igualtat i la no discriminació entre homes i dones, 
la superació de la seva poca visibilitat, la recuperació i difusió de la seva història, el seguiment i difusió de l'actualitat als mitjans de comunicació i l'organització de torneigs.